# Saint-Baudelle
Saint-Baudelle is een gemeente in het Franse departement Mayenne (regio Pays de la Loire). De plaats maakt deel uit van het arrondissement Mayenne. Saint-Baudelle telde op 1 januari 2022 1.181 inwoners.

## Geografie
De oppervlakte van Saint-Baudelle bedroeg op 1 januari 2022 7,17 vierkante kilometer; de bevolkingsdichtheid was toen 164,7 inwoners per km².

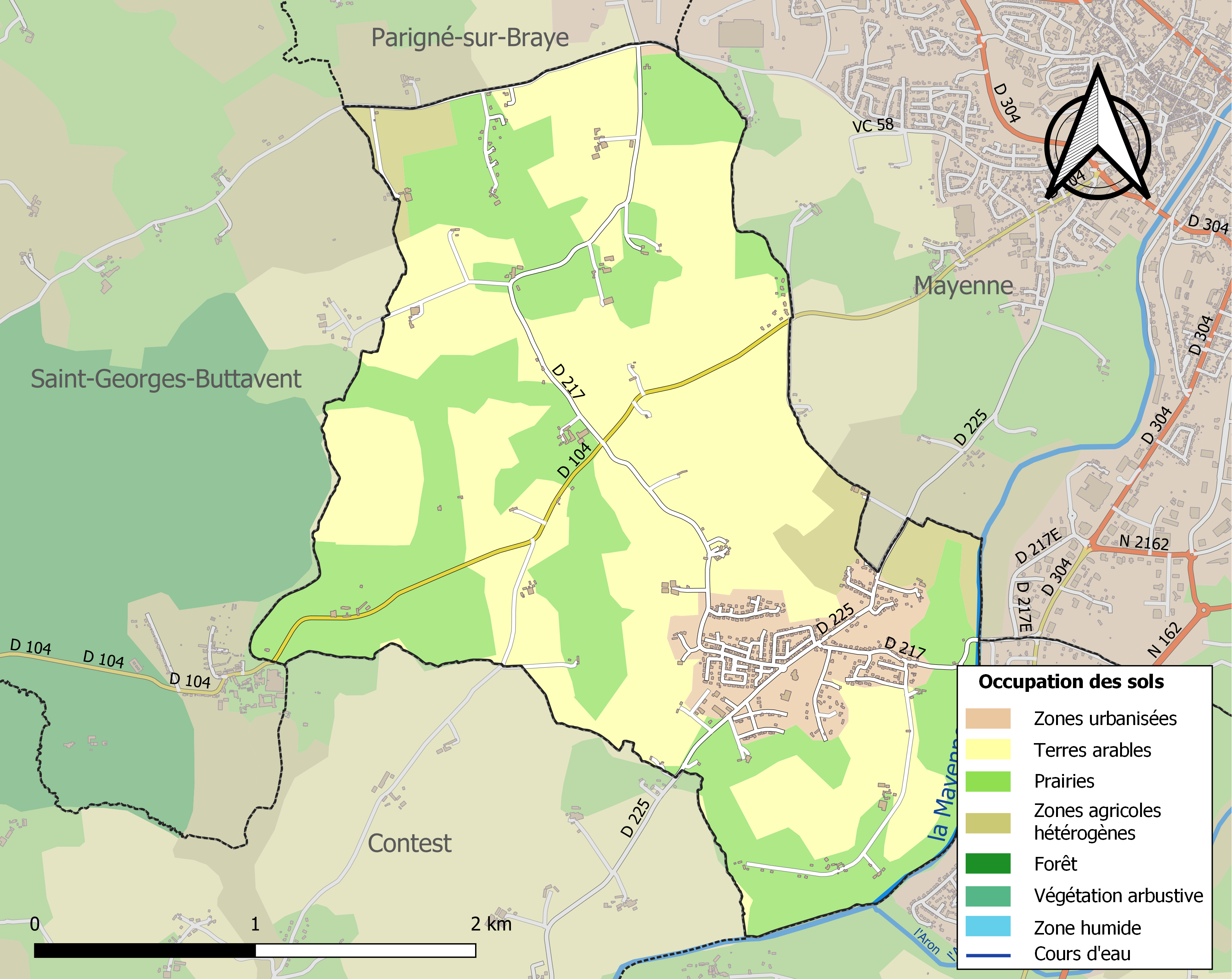
Kaart van de gemeente met de belangrijkste infrastructuur, bodemgebruik en omliggende gemeenten

## Demografie
Onderstaande figuur toont het verloop van het inwonertal (bron: INSEE-tellingen).